# Moucherolle à poitrine fauve
Aphanotriccus capitalis
Pour les articles homonymes, voir Moucherolle à poitrine fauve (homonymie).
Ne doit pas être confondu avec Moucherolle à ventre fauve, Moucherolle fauve, Moucherolle à poitrine ocre, Moucherolle à poitrine grise ou Moucherolle à poitrine olive.
Espèce
Synonymes
- Myiobius capitalis

Statut de conservation UICN

 VU  : Vulnérable
Le Moucherolle à poitrine fauve (Aphanotriccus capitalis), appelé également Moucherolle de Salvin, est une espèce de passereau placée dans la famille des Tyrannidae. Son statut de conservation est Vulnérable selon la liste rouge de l'UICN.

## Systématique
Le Moucherolle à poitrine fauve a été décrit en 1865 par Osbert Salvin sous le nom scientifique de Myiobius capitalis.

## Distribution
Cet oiseau vit au Sud-Est du Nicaragua (vers le lac Nicaragua et le long du río San Juan). Il vit également au Nord du Costa Rica, entre le volcan Orosí (au Nord-Ouest du pays) et le bassin versant du Reventazón, dans les contreforts des cordillères centrale et de Talamanca. Il a également été vu dans le Rancho Naturalista (Est du canton de Turrialba) et dans le centre de recherche biologique Selva, à Puerto Viejo de Sarapiquí,.

## Habitat
Cet oiseau vit dans les forêts matures secondaires et les forêts sempervirentes, habituellement dans la végétation de sous-étage à la lisière des forêts, le long de cours d'eau et dans les clairières. Au centre de recherche biologique Selva, il a été observé dans les plantation de cacao et dans des zones semi-ouvertes similaires. Il fréquente ces habitats jusqu'à une altitude de 900 m, voire 1 050 m. Au Nicaragua, il vit en plaine mais certains spécimens ont été notés dans des collines.

## Reproduction
Des nids ont été trouvés dans les cavités de grands arbres et de larges tiges de bambou.